# Parque nacional natural Serranía de los Yariguíes
El Parque Nacional Natural Serranía de los Yariguíes también conocido como Serranías del Opón se encuentra ubicado en la Cordillera Oriental en la Región Andina de los Andes en Colombia. Su superficie hace parte del departamento de Santander. Lleva este nombre en honor a sus antiguos habitantes ancestrales, los indígenas Yariguíes. 
Los municipios más cercanos al parque son Simacota, El Socorro, Hato, Galán, Zapatoca, Chima, Contratación, El Guacamayo, Betulia, San Vicente de Chucurí, El Carmen de Chucurí y Santa Helena del Opón.
El parque comprende alrededor de 500.000 ha. de las cuales el 38% permanece intacto como bosque primario, el 26% tiene cultivos y el restante 35% son pastizales. Hasta el momento las investigaciones que se han realizado han confirmado al parque como el hogar de 300 especies de aves, algunas endémicas de la región, entre estas se destacan la perdiz santandereana, el paujíl de pico azul y el gorrión montes de los Yariguíes. Esta zona es importante por su gran biodiversidad, en especial por gran diversidad de aves. Además, en la serranía nacen más de 60 quebradas y ríos que son afluentes de muchos de los más importantes ríos del departamento de Santander, como el río Suárez y el río Chicamocha.
Los ecosistemas que comprende el parque son páramo, subpáramos, bosques andinos, bosques subandinos y bosques húmedos tropicales. En la actualidad, la deforestación y la alteración del hábitat para fortalecer las actividades agrícolas, ganaderas y la cacería son las amenazas más graves que enfrenta el sitio, especialmente en las partes bajas de la serranía.